# Li Ziming
Li Ziming 李子鸣 (cinese) (Lijiataoyuancun, 25 giugno 1902 – Pechino, 23 gennaio 1993) è stato un insegnante cinese.
Li Ziming (李子鳴T, 李子鸣S,  tóu P,  Li Tzu-ming W) era un esperto di arti marziali cinesi, terza generazione di Baguazhang, allievo di Liang Zhenpu (梁振蒲T, 梁振蒲S,  Liáng Zhènpú P,  Liang Chen-p'u W). Ziming è il suo zi, in origine si chiamava Li Zhi(李直T, 李直S,  Lǐ Zhí P,  Li Chi W) , ed era anche conosciuto come Li Yong (李鏞T, 李镛S,  Lǐ Yōng P,  Li Yong W).

## Biografia
Secondo il Zhōngguó Wǔshù Rénmíng Cídiǎn中国武术人名辞典, Li Ziming sarebbe nato nel 1904, ma Zhāng Quánliàng 张全亮 riferisce che è nato il venticinquesimo giorno del sesto mese lunare del 1902 nel villaggio Lǐjiātáoyuáncūn李家桃园村, area amministrativa di Jixian nella provincia di Hebei.
Lǐ Gōngchéng李功成 racconta che fin dall'infanzia ha studiato letteratura , calligrafia ed ha praticato arti marziali; nel 1921 ha riconosciuto come proprio maestro Liang Zhenpu ed ha iniziato a praticare Baguazhang. 
Successivamente frequentò la Palestra di Arte Nazionale dell' Hebei (Héběi guóshù guǎn, 河北国术馆) , dove ebbe come insegnanti Zhang Zhankui (张占魁), Shang Yunxiang (尚云祥) e Ju Qingyuan (居庆元) .Trasferitosi a Pechino entrò in contatto con Guo Gumin (郭古民), Li Shao'an (李少庵), Ceng Zengqi (曾增启), Liu Zhigang (刘志刚) ed altri. Nel 1944 è attivo nel Partito Comunista e nella campagna rivoluzionaria. 
Nel 1978 Li Ziming capeggia il folto gruppo di praticanti di Baguazhang che, seguendo una sua proposta, spostano la tomba di Dong Haichuan nel cimitero pubblico “Pace infinita” (Wàn'ān gōngmù,万安公墓).
Nel 1982, Li Ziming fonda la Associazione di Ricerca sul Palmo degli Otto Trigrammi di Pechino (Běijīng Bāguàzhǎng Yánjiū Huì, 北京八卦掌研究会) e ne diventa il primo presidente. 
Li Ziming muore il 23 gennaio 1993 a Pechino.

## Allievi
Li Ziming's ebbe moltissimi discepoli, solo per citarne alcuni: Ma Chuanxu (马传旭, secondo presidente della Associazione di Ricerca sul Palmo degli Otto Trigrammi di Pechino), Wang Shitong, Zhao Dayuan (赵大元), Di Guoyong (邸国勇, presidente onorario dell’Associazione di Ricerca dello Xingyiquan di Pechino), Sui Yunjiang, Li Gongcheng (李功成), Wang Tong (王桐, anche lui presidente onorario dell’Associazione di Ricerca dello Xingyiquan di Pechino), Ling Chengyong, Zhang Quanliang (张全亮), Sun Hunyan and Ma Ling.

## Scritti
Li Ziming è stato autore di numerosi scritti sul Baguazhang:
- Dǒng Hǎichuān Zhuǎnzhǎng 董海川转掌 (il Palmo che Ruota di Dǒng Hǎichuān);
- Liáng Zhènpú Bāguàzhǎng 梁振蒲八卦掌 (il Palmo degli Otto Trigrammi di Liáng Zhènpú );
- Bāguàzhǎng Zhēnmì Lù 八卦掌珍秘录 (appunti sui tesori segreti del palmo degli Otto Trigrammi);
- Bāguàzhǎng Wùtōng 八卦掌悟通 (capire ciò che è incompatibile con il palmo degli Otto Trigrammi );
- ecc.

Egli è anche il primo a diffondere le formule segrete del Baguazhang, quali Sānshíliù Gē 三十六歌 (trentasei canti) e Sìshíbā Fǎ 四十八法 (quarantotto metodi).